# Buckeye (Iowa)
Buckeye és una població dels Estats Units a l'estat d'Iowa. Segons el cens del 2000 tenia 110 habitants.

## Demografia
Segons el cens del 2000, Buckeye tenia 110 habitants, 45 habitatges, i 27 famílies. La densitat de població era de 42,5 habitants per km².
Dels 45 habitatges en un 31,1% hi vivien nens de menys de 18 anys, en un 55,6% hi vivien parelles casades, en un 2,2% dones solteres, i en un 40% no eren unitats familiars. En el 35,6% dels habitatges hi vivien persones soles el 13,3% de les quals corresponia a persones de 65 anys o més que vivien soles. El nombre mitjà de persones vivint en cada habitatge era de 2,44 i el nombre mitjà de persones que vivien en cada família era de 3,33.
Per edats la població es repartia de la següent manera: un 25,5% tenia menys de 18 anys, un 11,8% entre 18 i 24, un 30% entre 25 i 44, un 21,8% de 45 a 60 i un 10,9% 65 anys o més.
L'edat mediana era de 35 anys. Per cada 100 dones de 18 o més anys hi havia 141,2 homes.
La renda mediana per habitatge era de 24.750 $ i la renda mediana per família de 32.500 $. Els homes tenien una renda mediana de 22.375 $ mentre que les dones 22.917 $. La renda per capita de la població era de 16.880 $. Entorn del 7,7% de les famílies i el 5,3% de la població estaven per davall del llindar de pobresa.

## Poblacions més properes
El següent diagrama mostra les poblacions més properes.